# Млечник буроватый
Мле́чник бурова́тый (лат. Lactárius fuliginósus) — гриб рода Млечник (лат. Lactarius) семейства Сыроежковые (лат. Russulaceae). Условно-съедобен.

## Описание
- Шляпка ∅ 4—10 см, тонкая и хрупкая, сначала выпуклая, потом воронковидная с углублением в центре, с подогнутыми краями и, иногда, радиальными трещинами. Кожица тёмно-бурого или шоколадного цвета, сухая, бархатистая.
- Пластинки относительно частые, неширокие и слегка нисходящие по ножке, от охристого до розово-коричневого цвета.
- Споровый порошок бледно-охристый, споры палевого оттенка, шаровидные, ∅ 9 мкм, с сетчатой поверхностью.
- Ножка 4—10 см в высоту, ∅ 1—1,5 см, цилиндрическая, такая же бархатистая, как и шляпка, от бледно-коричневого до почти белого цвета, основание ножки белое.
- Мякоть беловатая, на разрезе розовеет, плотная, но хрупкая. Обладает слабым фруктовым запахом и резким вкусом.
- Млечный сок густой, белый, едкий, приобретает на воздухе розоватый оттенок.

### Изменчивость
Цвет шляпки варьирует от грязно-белого до буро-охристого, с возрастом кожица светлеет и покрывается размытыми пятнами. Ножка может быть белой или бурой с тёмными пятнами. Пластинки меняют цвет от палевого до синеватого и затем розово-коричневого. Мякоть с возрастом желтеет.

## Экологияи распространение
Образует микоризу с дубом, буком. Растёт в лиственных лесах и на просеках, распространён в Европе. Плодовые тела вырастают одиночно или большими группами.
Сезон: июль — середина сентября.

## Сходные виды
Другие млечники с тёмно-коричневой шляпкой и розовеющим млечным соком встречаются под хвойными деревьями:
- Млечник смолисто-чёрный (Lactarius picinus)
- Млечник бурый (Lactarius lignyotus) более тёмный, ножка длиннее, пластинки шире, медленнее изменяет окраску.
- Lactarius pterosporus с более яркой шляпкой и ребристыми спорами.

## Синонимы

### Латинские синонимы
- Agaricus fuliginosus Krapf, 1782 basionym
- Galorrheus fuliginosus (Krapf) P. Kumm., 1871
- Lactifluus fuliginosus (Fr.) Kuntze, 1891

### Русские синонимы
- Млечник тёмно-бурый
- Млечник сажистый

## Пищевые качества
Условно съедобный гриб, используется свежим и солёным. Европейскими авторами считается несъедобным.